# Yusuke Hayashi
Yusuke Hayashi (林 勇介 Hayashi Yusuke?, nacido el 23 de enero de 1990 en Iwate) es un futbolista japonés que se desempeña como centrocampista.

## Trayectoria

### Clubes
| Club           | País  | Año         |
| -------------- | ----- | ----------- |
| Urawa Reds     | Japón | 2008 - 2010 |
| Thespa Kusatsu | Japón | 2011 - 2012 |
| Grulla Morioka | Japón | 2013 - 2017 |

## Estadística de carrera

### J. League
| Club           | Año   | J. League | J. League | Copa J. League | Copa J. League | Total | Total |
| Club           | Año   | Part.     | Goles     | Part.          | Goles          | Part. | Goles |
| -------------- | ----- | --------- | --------- | -------------- | -------------- | ----- | ----- |
| Urawa Reds     | 2008  | 0         | 0         | 0              | 0              | 0     | 0     |
| Urawa Reds     | 2009  | 1         | 0         | 1              | 0              | 2     | 0     |
| Urawa Reds     | 2010  | 1         | 0         | 1              | 0              | 2     | 0     |
| Thespa Kusatsu | 2011  | 8         | 0         | -              | -              | 8     | 0     |
| Thespa Kusatsu | 2012  | 27        | 0         | -              | -              | 27    | 0     |
| Grulla Morioka | 2014  | 19        | 1         | -              | -              | 19    | 1     |
| Grulla Morioka | 2015  | 22        | 5         | -              | -              | 22    | 5     |
| Grulla Morioka | 2016  | 22        | 0         | -              | -              | 22    | 0     |
| Grulla Morioka | 2017  | 23        | 0         | -              | -              | 23    | 0     |
| Total          | Total | 123       | 6         | 2              | 0              | 125   | 6     |